# Saint-Hilaire-de-Riez

Saint-Hilaire-de-Riez este o comună în departamentul Vendée, Franța. În 2009 avea o populație de 10,504 de locuitori.